# Juana Cruz
Juana Cruz, också känd som Juanita Cruz, född den 12 februari 1917 i Madrid, död 18 maj 1981, var en av pionjärerna inom den spanska kvinnliga tjurfäktningen.

## Levnadsbana
Från barndomen började Cruz knyta kontakt med tjurarnas värld genom att delta i olika slags evenemang där tjurar förekom. Vid 15 års ålder, den 24 juni 1932, dödade hon sin första tjurkalv på tjurfäktningsarenan i León, och i tidningspressen publicerades då för första gången hennes namn, vilket gjorde att statsministern Santiago Casares Quiroga förbjöd henne att tjurfäkta på tjurfäktningsarenorna. Trots svårigheterna presenterade hon sig som professionell i Cabra (Córdoba) den 16 februari följande år, hänvisande till spanska republikens konstitution, som stödde jämställdheten mellan könen och frihet att välja yrke. År 1934, auktoriserade Rafael Salazar Alonso tjurfäktning till fots för kvinnor i Spanien och Cruz debuterade med picadorer i Granada den 5 maj 1935.
Efter att man hade auktoriserat kvinnor att delta i tjurfäktning, debuterade Cruz på tjurfäktningsarenan Las Ventas i Madrid den 2 april 1936, med tjurar från änkan till tjuruppfödaren Manuel García-Aleas Carrasco, i sällskap med "El Niño de la Estrella", Miguel Cirujeda och Félix Almagro.
Cruz var anhängare av spanska republiken och gick i exil i samband med Spanska inbördeskriget, vilket avslutade hennes professionella karriär i Spanien, på grund av att frankoregimens tjurfäktningsreglamente förbjöd kvinnliga tjurfäktare. Då hon inte kunde tjurfäkta i sitt fädernesland gjorde hon sitt inträde den 18 september 1938 i Mexico City, Mexikos huvudstad. Hon fortsatte att uppträda i Amerika fram till 1945, då hon gjorde sitt sista framträdande på denna kontinent efter en allvarlig stångning på Plaza de Santa María i Bogotá. När andra världskriget slutade återvände hon till Frankrike, där hennes bror levde i exil. Hon gjorde sin sista tjurfäktning varefter hon återvände till Spanien där hon levde i anonymitet.
Under sin yrkesbana som tjurfäktare deltog hon i omkring 700 tjurfäktningar och hade uppträtt i sällskap med Manolete. Hon uppträdde på tjurfäktningarna i tjurfäktardräkt och kjol, vilket gjorde att hon blev kritiserad av sina manliga kamrater, som krävde att hon skulle använda taleguilla (åtsittande byxor) eller rejoneadordräkt (en rejoneador tjurfäktar från hästryggen).
Cruz dog i Madrid som följd av en gammal skada på hjärtat 1981 och är begravd på Cementerio de La Almudena. På hennes epitaf kan man läsa: "A pesar del daño que me hicieron los responsables de la mediocridad del toreo en los años cuarenta-cincuenta, ¡brindo por España!". ("Trots den skada de ansvariga för den medelmåttiga tjurfäktningen gjorde mig under 1940- och 1950-talet, skålar jag för Spanien!") Hennes make och manager, Rafael García Antón, skrev vid hennes död en biografi med titeln Juanita Cruz, su odisea, som han lät trycka upp i 1.000 exemplar på egen bekostnad.